# Anterhynchium melanopterum
Anterhynchium melanopterum är en stekelart som beskrevs av Sk. Yamane 1981. Anterhynchium melanopterum ingår i släktet Anterhynchium och familjen Eumenidae. Inga underarter finns listade i Catalogue of Life.